# Галиндо, Матиас
Мати́ас Гали́ндо Нови́льо (исп. Matías Galindo Novillo; род. 10 апреля 2006, Лима) — боливийский футболист, опорный полузащитник клуба «Олвейс Реди».

## Клубная карьера
Галиндо — воспитанник клубов «Хорхе Вильястерманн» и «Олвейс Реди». 15 мая 2023 года в матче против «Гуабиры» он дебютировал в боливийской Примеры в составе последних.

## Международная карьера
В 2023 году Галиндо в составе юношеской сборной Боливии принял участие в молодёжном чемпионате Южной Америки в Эквадоре. На турнире он сыграл в матче против сборной Аргентины. 
В 2025 году Галиндо в составе молодёжной сборной Боливии принял участие в молодёжном чемпионате Южной Америки в Венесуэле. На турнире он был запасным и на поле не вышел.